# أفضل 50 من أفلام قائمة البصر والصوت فى كل الأوقات
فيما يلي « أفضل 50 من أعظم الأفلام في كل العصور » وفقا لاستطلاع للرأي شمل جميع أنحاء العالم من عدد 846 من النقاد، ومقدمى البرامج، والأكاديميين، والموزعين أجرته  البصر والصوت  ونشر في المجلة في عدد سبتمبر 2012 .  البصر والصوت ، التي يقوم بنشرها معهد الفيلم البريطاني تظهر استطلاعا للرأي حول أعظم الأفلام كل 10 سنوات منذ عام 1952.في استطلاع عام 2012،  الدوار  شغل المرتبة الأولى، ليحل محل  المواطن كين ، الذي شغل المركز الأول في آخر خمس استطلاعات الرأي كل عشر سنوات.
1. الدوار  (1958)
2. المواطن كين  (1941)
3. قصة طوكيو  (1953)
4. قواعد اللعبة  (1939)
5. الشروق: أغنية لاثنين من البشر  (1927)
6. 2001: أوديسا الفضاء  (1968)
7. الباحثين  (1956)
8. رجل مع كاميرا السينما  (1929)
9. آلام جان دارك  (1928)
10. 8½ (فيلم)  (1963)
11. سفينة حربية بوتيمكين  (1925)
12. الأطلنطي (1934)
13. اللاهث  (1960)
14. القيامة الآن  (1979)
15. أواخر الربيع  (1949)
16. أو هاسارد بالتاسار  (1966)
17. الساموراي السبعة  (1954)
18. برسونا  (1966)
19. المرآة  (1975)
20. الغناء تحت المطر  (1952)
21. لافينتورا  (1960)
22. ازدراء  (1963)
23. العراب  (1972))
24. الكلمة (1955)
25. في مزاج الحب  (2000)
26. راشومون  (1950)
27. أندريه روبليف  (1966)
28. مولهولاند الدكتور  (2001)
29. ستوكر  (1979)
30. المحرقة  (1985)
31. العراب الجزء الثاني  (1974)
32. سائق تاكسي  (1976)
33. لص الدراجة  (1948)
34. الجنرال  (1926)
35. '' متروبوليس  (1927)
36. سيكو  (1960)
37. جين Dielman، 23 كاي دو التجارة، 1080 بروكسل  (1975)
38. تانجو الشيطان  (1994)
39. 400 ضربة  (1959)
40. الحياة الحلوة (1960)
41. رحلة إلى إيطاليا (1954)
42. باثر بانشالى (1955)
43. البعض يفضلونها ساخنة (1959)
44. السيدة المحاربة (1964)
45. بييرو لو فو (1965)
46. زمن اللعب (1967)
47. كلوزآپ ، نماي نزديك (1990)
48. معركة الجزائر (1966)
49. تاريخ دو سينما (1988-1998)
50. أضواء المدينة (1931)
51. أوجيتسوا مونوجاتاري (1953)
52. بناء البروز في المياه (1962)